# 12e cérémonie des prix Feroz
La 12e cérémonie des Prix Feroz (ou Premios Feroz), organisée par l'Asociación de Informadores Cinematográficos de España, se déroule le 25 janvier 2025 au Parc des expositions de Pontevedra et récompense les films et séries sortis en 2024.
Les nominations sont annoncées en novembre 2024,,.
Le film Salve Maria de Mar Coll remporte le prix du meilleur film dramatique. Le film Casa en flames de Dani de la Orden remporte trois prix : meilleure comédie, meilleur scénario et meilleure actrice pour Emma Vilarasau. La série Querer (es) remporte trois prix : meilleure série dramatique, meilleur scénario et meilleure actrice,.

## Palmarès

### Cinéma

#### Meilleur film dramatique
- Salve Maria de Mar Coll
  - La estrella azul de Javier Macipe (es)
  - La Chambre d'à côté (La habitación de al lado) de Pedro Almodóvar
  - La Vierge rouge (La virgen roja) de Paula Ortiz
  - Los destellos de Pilar Palomero

#### Meilleure comédie
- Casa en flames de Dani de la Orden
  - Bodegón con fantasmas (ca) de Enrique Buleo
  - Buscando a Coque (es) de Teresa Bellón et César F. Calvillo
  - Escape (película) (es) de Rodrigo Cortés
  - Septembre sans attendre (Volveréis) de Jonás Trueba

#### Meilleur réalisateur
- Pedro Almodóvar pour La Chambre d'à côté (La habitación de al lado)
  - Arantxa Echevarría pour La Infiltrada
  - Dani de la Orden pour Casa en flames
  - Paula Ortiz pour La Vierge rouge (La virgen roja)
  - Pilar Palomero pour Los destellos

#### Meilleur scénario
- Eduard Sola (es) pour Casa en flames
  - Marcel Barrena et Beto Marini pour El 47
  - Javier Macipe (es) pour La estrella azul
  - Pedro Almodóvar pour La Chambre d'à côté (La habitación de al lado)
  - Eduard Sola (es) et Clara Roquet pour La Vierge rouge (La virgen roja)

#### Meilleure actrice
- Emma Vilarasau pour Casa en flames
  - Patricia López Arnaiz pour Los destellos
  - Najwa Nimri pour La Vierge rouge (La virgen roja)
  - Laura Weissmahr pour Salve Maria
  - Carolina Yuste pour La Infiltrada

#### Meilleur acteur
- Eduard Fernández pour Marco, l'énigme d'une vie
  - Pepe Lorente pour La estrella azul
  - Urko Olazabal pour L'Affaire Nevenka (Soy Nevenka)
  - Antonio de la Torre pour Los destellos
  - David Verdaguer pour La casa (es)

#### Meilleure actrice dans un second rôle
- Clara Segura pour El 47
  - Anna Castillo pour Escape (película) (es)
  - Marina Guerola pour Los destellos
  - María Rodríguez Soto pour Casa en flames
  - Aixa Villagrán pour La Vierge rouge (La virgen roja)

#### Meilleur acteur dans un second rôle
- Óscar de la Fuente (es)  pour La casa (es)
  - Enric Auquer (es) pour Casa en flames
  - Julián López (es)  pour Los destellos
  - José Sacristán pour Escape (película) (es)
  - Alberto San Juan pour Casa en flames

#### Meilleure musique originale
- Alberto Iglesias pour La Chambre d'à côté (La habitación de al lado)
  - Arnau Bataller pour El 47
  - Fernando Velázquez pour La casa (es)
  - Maria Arnal pour Polvo serán
  - Zeltia Montes pour Salve Maria

#### Meilleure bande annonce
- Miguel Ángel Trudu pour Polvo serán
  - Alberto Leal pour La Chambre d'à côté (La habitación de al lado)
  - Javier Morales pour La Infiltrada
  - Omar Bermúdez et Carlos Berot pour Marco, l'énigme d'une vie
  - Marta Longás et Jesús Fernández García pour La Vierge rouge (La virgen roja)

#### Meilleure affiche
- Salve Maria
  - Casa en flames
  - La estrella azul
  - La Chambre d'à côté (La habitación de al lado)
  - Polvo serán

### Télévision

#### Meilleure série dramatique
- Querer (es)
  - Los años nuevos (es)
  - Cristóbal Balenciaga
  - Nos vemos en otra vida (es)
  - Yo, adicto (es)

#### Meilleure série comique
- Celeste (série télévisée) (es)
  - Mamen Mayo (es)
  - Muertos S.L. (es)
  - Medina, el estafador de famosos

#### Meilleur scénario de série
- Querer (es)
  - Celeste (série télévisée) (es)
  - Los años nuevos (es)
  - Nos vemos en otra vida (es)
  - Yo, adicto (es)

#### Meilleure actrice
- Nagore Aranburu (es) pour Querer (es)
  - Mónica López (es) pour Rapa (série télévisée)
  - Carmen Machi pour Celeste (série télévisée) (es)
  - Candela Peña pour L'Affaire Asunta (El caso Asunta)
  - Iria del Río pour Los años nuevos (es)

#### Meilleur acteur
- Oriol Pla pour Yo, adicto (es)
  - Francesco Carril (es) pour Los años nuevos (es)
  - Tristán Ulloa pour L'Affaire Asunta (El caso Asunta)
  - Alberto San Juan pour Cristóbal Balenciaga
  - Pedro Casablanc (es) pour Querer (es)

#### Meilleure actrice dans un second rôle
- Nora Navas pour Yo, adicto (es)
  - Tamara Casellas pour Nos vemos en otra vida (es)
  - María León pour L'Affaire Asunta (El caso Asunta)
  - Loreto Mauleón (es) pour Querer (es)
  - Clara Sans (es) pour Celeste (série télévisée) (es)

#### Meilleur acteur dans un second rôle
- Pol López pour Nos vemos en otra vida (es)
  - Miguel Bernardeau pour Querer (es)
  - Javier Gutiérrez Álvarez pour L'Affaire Asunta (El caso Asunta)
  - Iván Pellicer pour Querer (es)
  - Manolo Solo pour Celeste (série télévisée) (es)

### Prix spéciaux

#### Prix Feroz d'honneur
- Jaime Chávarri

## Statistiques

### Cinéma

#### Nominations multiples
8 : Casa en flames
6 : Los destellos, La Chambre d'à côté (La habitación de al lado), La Vierge rouge (La virgen roja)
4 : La estrella azul, Salve Maria
3 : La casa (es), El 47, La Infiltrada, Escape (película) (es), Polvo serán
2 : Marco, l'énigme d'une vie